# Österreichischer Frauen-Fußballcup 2004/05
Der Österreichische Frauen-Fußballcup wurde in der Saison 2004/05 zum 31. Mal ausgespielt. Als ÖFB-Ladies-Cup wurde er vom Österreichischen Fußballbund zum 13. Mal, als ÖFB-Stiegl-Ladies-Cup zum ersten Mal, durchgeführt und begann am 4. September 2004 mit der ersten Runde und endete am 28. Mai 2005 mit dem Finale in Kammer-Schörfling. Den Pokal gewann zum dritten Mal der SV Neulengbach.

## Teilnehmende Mannschaften
Für den österreichischen Frauen-Fußballcup haben sich anhand der Teilnahme der Ligen der Saison 2004/05 folgende 33 Mannschaften, die nach der Saisonplatzierung der Frauen-Bundesliga 2003/04, der 2. Division Mitte 2003/04, der 2. Division Ost 2003/04, der Landesliga Steiermark 2003/04 und der Regionalliga West 2003/04 geordnet sind, qualifiziert. Teams, die als durchgestrichen gekennzeichnet sind, nahmen am Wettbewerb aus diversen Gründen nicht am Wettbewerb teil oder sind zweite Mannschaften und spielten daher nicht um den Pokal mit. Weiters konnten noch der Landescupsieger, der Landesmeister oder auch Vertreter der Saison 2003/04 teilnehmen.
| Frauen-Bundesliga (10) | 2. Division Mitte (5) | 2. Division Ost (9) |
| --- | --- | --- |
| - SV Neulengbach (NÖ) (C) - USC Landhaus (W) - Innsbrucker AC (T) - FC Südburgenland (B) - LUV Graz (ST) - USG Ardagger/Neustadtl (NÖ) - Union Kleinmünchen (OÖ) - ASV St. Margarethen/Lavanttal (K) - ASK Erlaa (NÖ) (N) - 1. DFC Leoben (ST) (N) | - SV Garsten (OÖ) - ASK Maxglan (S) - LASK Ladies (OÖ) - SV Spittal/Drau (K) - Union Kleinmünchen II (OÖ) - USK Hof (S)                    | - SV Groß-Schweinbarth (NÖ) - SV Langenrohr (NÖ) - SV Horn (NÖ) - DFC Heidenreichstein (NÖ) - SG ASV Spratzern/SV Neulengbach II (NÖ) - USV Landhaus II (W) - 1. SVg Guntramsdorf (NÖ) - DFV Juwelen Janecka (W) - SV Gloggnitz (NÖ) (LM) (N) - DSG Wien United (W) (LM) (N) |
| Landesliga Steiermark (4) | Regionalliga West (1) | |
| - SC St. Ruprecht/Raab (ST) - FC Maria Lankowitz (ST) - LUV Graz II (ST) - FC Ligist (ST) - SC Unterpremstätten (ST) - ASK Köflach (ST) (N) - FC Südburgenland II (B) (LM) (N) | - FC Koblach (V) - SPG Lingenau/FC Mellau (V) - Schwarz-Weiß Bregenz (V) (LC) - SK Zirl (T) - FC Egg (V) - SPG FC Egg/FC Alberschwende (V) | |
| Landescupsieger, Meister oder Meistervertreter aus der Landesliga (4) | | |
| - FC Südburgenland II (B) (LM) - SV Gloggnitz (NÖ) (LM), siehe 2. Division Ost - ATSV Hollabrunn (NÖ) (L2) | - SV Taufkirchen/Pram (OÖ) (??) - Sportunion Wolfern (OÖ) (??)                                                                             | - Schwarz-Weiß Bregenz (V) (LC), siehe Regionalliga West - DSG Wien United (W) (LM), siehe 2. Division Ost - ESV Süd-Ost (W) (??) |
| Erläuterungen Länderkürzel: (B): Burgenland, (K): Kärnten, (NÖ): Niederösterreich, (OÖ): Oberösterreich, (S): Salzburg, (ST): Steiermark, (T): Tirol, (V): Vorarlberg, (W): Wien; Vereins-Landes-Bewerbserfolg: (LC): Landescupsieger, (LCF): Landescupfinalist, (LM): Landesmeister, (Lx): x. Platz der Landesliga, (LN): Landesliga-Aufsteiger, (..-x): x Landesliga siehe Länderkürzel | | |

| (C) | amtierender Cupsieger 2003/04    |
| (A) | Absteiger der Saison 2004/05     |
| (N) | Neuaufsteiger der Saison 2004/05 |

## Turnierverlauf

### 1. Cuprunde
| Datum                   |                      | Ergebnis                         |                                    |
| ----------------------- | -------------------- | -------------------------------- | ---------------------------------- |
| 05.09.2004 um 14:00 Uhr | ESV Süd-Ost          | 5:0 (4:0)                        | FC Maria Lankowitz                 |
| 05.09.2004 um 15:00 Uhr | DFC Heidenreichstein | 0:0 n. V. (2:3 i. E.)            | 1. SVg Guntramsdorf                |
| 04.09.2004 um 16:00 Uhr | SV Groß-Schweinbarth | 1:1 n. V. (1:1, 0:1) (6:5 i. E.) | SG ASV Spratzern/SV Neulengbach II |
| 04.09.2004 um 17:00 Uhr | SV Langenrohr        | 17:0 (8:0)                       | FC Ligist                          |
| 05.09.2004 um 15:00 Uhr | SC Unterpremstätten  | 3:2 (1:1)                        | DFV Juwelen Janecka                |
| 05.09.2004 um 16:00 Uhr | SC St. Ruprecht/Raab | 5:1 (2:1)                        | ATSV Hollabrunn                    |
| 05.09.2004 um 16:00 Uhr | SV Gloggnitz         | 9:1 (3:1)                        | SV Horn                            |
| 04.09.2004 um 18:30 Uhr | LASK Ladies          | 4:1 (1:0)                        | ASK Maxglan                        |
| 04.09.2004 um 17:15 Uhr | SV Garsten           | 5:1 (1:1)                        | SV Taufkirchen/Pram                |
| 02.09.2004 um 18:00 Uhr | USK Hof              | 4:0 (1:0)                        | FC Koblach                         |
| 05.09.2004 um 10:30 Uhr | SV Spittal/Drau      | 4:1 (1:1)                        | Sportunion Wolfern                 |
| Freilos                 | DSG Wien United      |                                  |                                    |

### 2. Cuprunde
| Datum                   |                      | Ergebnis  |                      |
| ----------------------- | -------------------- | --------- | -------------------- |
| 03.10.2004 um 14:00 Uhr | SV Gloggnitz         | 5:1 (3:1) | LASK Ladies          |
| 03.10.2004 um 14:00 Uhr | SV Garsten           | 7:2 (4:1) | ESV Süd-Ost          |
| 03.10.2004 um 10:30 Uhr | USK Hof              | 1:3 (1:0) | SV Groß-Schweinbarth |
| 03.10.2004 um 14:00 Uhr | SC St. Ruprecht/Raab | 4:0 (3:0) | 1. SVg Guntramsdorf  |
| 03.10.2004 um 14:00 Uhr | SV Spittal/Drau      | 3:6 (0:4) | SV Langenrohr        |
| 03.10.2004 um 14:00 Uhr | SC Unterpremstätten  | 0:3 (0:1) | DSG Wien United      |

### 3. Cuprunde
Die Bundesligavereine stiegen erst in der 3. Cuprunde ein.
| Datum                   |                      | Ergebnis                         |                               |
| ----------------------- | -------------------- | -------------------------------- | ----------------------------- |
| 07.11.2004 um 14:00 Uhr | SV Garsten           | 0:7 (0:1)                        | Innsbrucker AC                |
| 06.11.2004 um 14:00 Uhr | SV Groß-Schweinbarth | 2:2 n. V. (2:2, 1:1) (2:4 i. E.) | USG Ardagger/Neustadtl        |
| 07.11.2004 um 11:00 Uhr | ASK Erlaa            | 0:11 (0:4)                       | SV Neulengbach                |
| 07.11.2004 um 14:00 Uhr | SV Langenrohr        | 2:1 (1:1)                        | FC Südburgenland              |
| 07.11.2004 um 14:00 Uhr | 1. DFC Leoben        | 0:2 (0:1)                        | USC Landhaus                  |
| 07.11.2004 um 14:00 Uhr | SV Gloggnitz         | 1:7 (0:2)                        | Union Kleinmünchen            |
| 06.11.2004 um 18:00 Uhr | LUV Graz             | 3:0 (3:0)                        | DSG Wien United               |
| 07.11.2004 um 14:00 Uhr | SC St. Ruprecht/Raab | 1:1 n. V. (1:1, 0:0) (6:7 i. E.) | ASV St. Margarethen/Lavanttal |

### Viertelfinale
| Datum                   |                               | Ergebnis                         |                        |
| ----------------------- | ----------------------------- | -------------------------------- | ---------------------- |
| 28.03.2005 um 14:00 Uhr | LUV Graz                      | 1:1 n. V. (1:1, 0:1) (4:3 i. E.) | Union Kleinmünchen     |
| 28.03.2005 um 10:30 Uhr | USC Landhaus                  | 0:3 (0:1)                        | Innsbrucker AC         |
| 26.03.2005 um 15:30 Uhr | SV Langenrohr                 | 2:2 n. V. (2:2, 1:0) (2:4 i. E.) | USG Ardagger/Neustadtl |
| 28.03.2005 um 15:00 Uhr | ASV St. Margarethen/Lavanttal | 0:10 (0:3)                       | SV Neulengbach         |

### Halbfinale
| Datum                   |                        | Ergebnis  |                |
| ----------------------- | ---------------------- | --------- | -------------- |
| 17.04.2005 um 13:00 Uhr | USG Ardagger/Neustadtl | 0:2 (0:1) | Innsbrucker AC |
| 17.04.2005 um 14:00 Uhr | LUV Graz               | 1:6 (0:3) | SV Neulengbach |

### Finale
Das Finale wurde am Sportplatz SK Kammer, Kammer-Schörfling in Oberösterreich ausgetragen.
| Datum                   |                | Ergebnis  |                |
| ----------------------- | -------------- | --------- | -------------- |
| 28.05.2005 um 17:30 Uhr | Innsbrucker AC | 1:2 (0:1) | SV Neulengbach |